# Chlorid plutonitý
Chlorid plutonitý je anorganická sloučenina s chemickým vzorcem PuCl3.

## Příprava
Chlorid plutonitý lze připravit oxidací plutonia chlorem ve vakuu nebo atmosféře tetrachlormethanu a argonu:
2 Pu + 3 Cl2 → 2 PuCl3
Lze jej také připravit redukcí oxidu plutoničitého tetrachlormethanem:
2 PuO2 + 4 CCl4 → 2 PuCl3 + 4 COCl2 + Cl2
Chlorid plutonitý lze také připravit chlorací hydroxidu plutoničitého chlorovodíkem nebo reakcí plutonia s vodíkem za vzniku hydridu plutoničitého a jeho následnou chlorací chlorovodíkem nebo reakcí dekahydrátu šťavelanu plutonitého s hexachlorpropenem.

## Vlastnosti
Chlorid plutonitý tvoří zelené krystaly, které jsou rozpustné ve vodě a zředěných kyselinách za vzniku levandulově modrého roztoku. Krystalizuje v hexagonální soustavě s prostorovou grupou P63/m (Číslo 176) s parametry mřížky a = 739 pm a c = 424 pm a dvěma jednotkami na elementární buňku. Jeho krystalová soustava je izotypická k chloridu uranitému. Atomy plutonia v chloridu plutonitém mají koordinační číslo 9 a tvar molekuly je trojboký hranol s třemi přidanými vrcholy. S vodou krystalizuje jako mono-, tri- a hexahydrát.

## Bezpečnost
Stejně jako všechny sloučeniny plutonia, chlorid plutonitý podléhá kontrole podle smlouvy o nešíření jaderných zbraní. Kvůli radioaktivitě plutonia jsou všechny jeho sloučeniny, včetně chloridu plutonitého, teplé na dotek. Dotýkat se chloridu plutonitého však není doporučeno, jelikož dotyk může vést k vážnému zranění. 